# Марковцы (Красиловский район)
Марковцы (укр. Марківці) — село в Красиловском районе Хмельницкой области Украины.
Население по переписи 2001 года составляло 315 человек. Почтовый индекс — 31060. Телефонный код — 3855. Занимает площадь 1,527 км². Код КОАТУУ — 6822784403.

## Местный совет
31060, Хмельницкая обл., Красиловский р-н, с. Котюржинцы, ул. Ленина, 37